# Аван Лидо
«Аван Лидо» — валлийский футбольный клуб, представляющий город Порт-Толбот. В настоящий момент выступает в Премьер-лиге Уэльса. Основан в 1967 году, домашние матчи проводит на стадионе Марстон, который вмещает 4 200 зрителей.

## История
Клуб «Аван Лидо» основан в 1967 году, в Премьер-лиге Уэльса дебютировал в 1992 году. Всего в высшем дивизионе, за свою историю провёл 13 сезонов, лучший результат 2-е место в сезоне 1994/95. В сезоне 1995/96 принимал участие в розыгрыше Кубка УЕФА, но уже в квалификационном раунде уступил по сумме двух встреч латвийскому клубу «РАФ». Принципиальным соперником клуба является клуб «Порт-Толбот Таун», стадион которого находится лишь в полумили от арены «Аван Лидо».

## Достижения
- Чемпионат Уэльса по футболу:
  - Вице-чемпион (1): 1994/95.
- Кубок Уэльса по футболу:
  - Финалист (1): 2006/07.
- Кубок валлийской лиги по футболу:
  - Обладатель (3): 1992/93, 1993/94, 2011/12.

## Выступления в еврокубках
| Сезон   | Турнир     | Раунд |             | Клуб | Счёт     |
| ------- | ---------- | ----- | ----------- | ---- | -------- |
| 1995/96 | Кубок УЕФА | Q     | Флаг Латвии | РАФ  | 1:2, 0:0 |

- Q — квалификационный раунд.